# تیراندازی در آیلا ویستا (۲۰۱۴)
تیراندازی در آیلا ویستا، واقعه‌ای بود که در این حادثه جوان ۲۲ ساله‌ای به نام الیوت راجرز با تیراندازی به دانشجویان، شش تن را کشت و بعد با شلیک گلوله‌ای به زندگی خودش خاتمه داد. در این حادثه از داخل یک خودرو در محوطه دانشجویی در نزدیکی دانشگاه کالیفرنیا، سانتا باربارا، ۷ نفر جان خود را از دست دادند و ۷ نفر دیگر نیز زخمی شدند.
الیوت راجر بعد از آنکه سه مرد را با ضربات چاقو در آپارتمان مسکونی خود به قتل رساند، با اتومبیل بی ام وِ خود به منطقه‌ای در همان حوالی رفت و چند بار به در ساختمانی کوبید. بعد از آنکه کسی در را به روی او باز نکرد، سه زن را در خیابان به رگبار گلوله بست که دو نفر از آن‌ها درجا به قتل رسیدند. وی سپس یک پسر دانشجو را در خیابان کشت، به چند عابر دیگر تیراندازی کرد و سعی کرد که دوچرخه سواری را از پای درآورد و کلانتری را نیز به گلوله بست. او بعد از تبادل آتش با مأموران، با اتومبیل از صحنه فرار کرد و سرانجام جنازه او در خودرو اش پیدا شد.
تیراندازی و درگیری مسلحانه الیوت راجر به مدت ۱۰ دقیقه ادامه داشت.
مظنون این حادثه بیانیه‌ای ۱۴۱ صفحه‌ای از خود به جای گذاشت. الیوت در بیانیه خود، زنان را مسبب تنهایی، انزوا و بینوایی خود می‌داند.
این حادثه با هفت کشته و هفت زخمی در شامگاه جمعه ۲۳ مه ۲۰۱۴ در محله آیلاویستا در شهر سانتاباربارا در نزدیکی دانشگاه کالیفرنیا، سانتا باربارا رخ داد.
تیراندازی در چندین مکان در اطراف شهرستان مذکور صورت گرفته‌است و ۹ صحنه جرم به وجود آمده‌است.
قاتل بعد از اینکه سه هم‌اتاقی اش را با ضربات چاقو می‌کشد به سه دختر بیرون یک خوابگاه دانشجویی شلیک کرده و دو نفر از آن‌ها را هم می‌کشد. یک دانشجوی پسر هم در یک مغازه اغذیه فروشی کشته شد. الیوت ۴ اسلحه و ۴۰۰ گلوله داشت. گفته می‌شود دو سوم ساکنان محل وقوع تیراندازی، دانشجو هستند.

## الیوت راجر
الیوت راجرز، (به انگلیسی: Elliot Rodger) عامل این تیراندازی، دانشجوی دانشکده شهر سانتاباربارا و پسر یک کارگردان تلویزیونی بوده‌است و متهم به کشتن ۶ نفر شد و سپس خودکشی کرد.
به گفته پلیس الیوت راجر عامل این تیراندازی که از محل حادثه گریخته بود، در اتومبیلش بی جان و با زخم گلوله‌ای در سر پیدا شده‌است.
الیوت راجر و اقدام او در قتل در دست زدن به قتل‌عام کور زنان، به یکی از بحث برانگیزترین موضوعات رسانه‌های آمریکایی بدل شد.
براساس منابع گفته‌شده نه پدر و نه مادر او، که از مشکل او آگاه بودند و به جز در اختیار قراردادن پول، کاری برایش نکردند.
خانواده الیوت راجر، چند هفته پیش با مأموران پلیس تماس گرفته و دربارهٔ پیام‌های اینترنتی او ابراز نگرانی کرده بودند.
مورفی عضو مجلس نمایندگان، طرح قانونی ای را پیشنهاد کرد که به خانواده‌های مبتلایان به بیماری روانی امکان می‌دهد در صورتی که احتمال دهند خطری از جانب فرد بیمار متوجه خود او یا جامعه می‌شود، بدون توجه به خواست و اجازه بیمار، او را در بیمارستان بستری کنند.
حالا الیوت دیگر رفته و از او تنها ویدئوهایی باقی‌مانده‌است. اگرچه او مرده‌است اما کلید برخی از اقدامات خود را در ویدئوهایی که در اینترنت منتشر کرده، قرار داده‌است.
او در این ویدئوها توضیح می‌دهد که با این که بیست و دو سال دارد هنوز باکره است و دختران بلوندی که در دانشکده با آن‌ها همکلاسی است به او توجه نمی‌کنند.

یکی از شاهدان این حادثه می‌گوید: 
ابتدا فکر کردم که اسلحه واقعی نیست و با خودم گفتم چه اتفاقی می‌افتد؟ من سعی کردم از آن محل دور شوم و سپس دیدم که او شروع به شلیک کرد.
راجر در بخشی از این ویدئو می‌گوید: «فردا روز تلافی است روزی که من از بشریت و همه شما انتقام می‌گیرم.»
الیوت راجر در پیام ویدئویی هشدارآمیز خود گفت: «شما همه عمر مرا زجر دادید و این باعث می‌شود که خود شما نیز رنج بکشید».
راجر الیوت در صفحه شخصی خود گفته بود: «این آخرین تصاویر ویدئویی من است، ظاهراً همه چیز باید به اینجا ختم شود».
الیوت سرانجام این تراژدی غم‌بار را با تیراندازی از داخل خودرو به روی زنان و مردان بی گناه به پایان می‌برد و درحالی که با مرگ خود این معما را همچنان سربسته باقی می‌گذارد. اَندی چان، یکی از دوستان الیوت می‌گوید: «او واقعاً ناراحت بود که چرا دنیا این‌قدر با او بی رحم است».
راجر در بیانیه خود به محرومیت‌های خود در زندگی اشاره می‌کند. با وجود این صفحه شخصی این جوان در پایگاه اینترنتی فیس بوک، از امتیازات و مواهب او در زندگی مانند عینک آفتابی، خودروهای گران‌قیمت و بلیت کنسرت‌های خصوصی حکایت دارد.

### نویسندگیِ الیوت راجر
الیوت راجر پیش از مردنش خودزندگی‌نامه ای را با نام "دنیای پیچ‌خوردهٔ من" (یا "دنیای گره‌خوردهٔ من") با اندازه بیش از ۱۴۰ برگه، به رشتهٔ نگارش درآورده است.